# Johan Houwers
Johan Houwers (Winterswijk, 4 oktober 1957) is een Nederlands voormalig politicus. Hij was onder meer lid van de Tweede Kamer.

## Politieke carrière
Van 1990 tot 1994 en van 2010 tot 2012 was Houwers fractievoorzitter van de VVD-fractie in de gemeenteraad van Winterswijk; van 1999 tot 2010 was hij lid van de Provinciale Staten van Gelderland. Houwers werd op 26 oktober 2010, namens de VVD, lid van de Tweede Kamer, nadat enkele partijgenoten toetraden tot het kabinet-Rutte I. Hij was onder meer woordvoerder glastuinbouw, visserij, dierenwelzijn, ruimtelijke ordening en water. Bij de Tweede Kamerverkiezingen van 2012 werd Houwers niet herkozen. Op 8 november 2012 kwam hij terug als lid van de Kamer nadat enkele partijgenoten waren toegetreden tot het kabinet-Rutte II. Houwers was woordvoerder ruimtelijke ordening en bouwen, dierenwelzijn en jacht.
Op 23 juli 2013 vertrok Houwers uit de Tweede Kamer omdat er aangifte bij justitie tegen hem was gedaan. Hij zou bij het afsluiten van een extra hypotheek op zijn woning bij Aegon onjuiste gegevens betreffende zijn inkomen hebben verstrekt. Ook zou hij een vervalste werkgeversverklaring hebben gebruikt om een hypotheek bij de Rabobank te krijgen. De Rijksrecherche stelde een onderzoek in. De onjuiste gegevensverstrekking zou voor 2010 zijn gebeurd. Op 31 juli 2013 werd bekend dat het Openbaar Ministerie voor 1 miljoen euro beslag op zijn landgoed had gelegd.
Op 13 december 2013 werd Houwers door de Kiesraad opnieuw benoemd tot lid van de Tweede Kamer in de vacature-Huizing. Houwers aanvaardde deze benoeming niet, vanwege het nog lopende justitieel onderzoek naar hem.
Op 9 maart 2015 werd Houwers door de Kiesraad opnieuw benoemd tot lid van de Tweede Kamer in de vacature-Verheijen. Kort daarna, op 16 maart 2015, kwam echter de uitspraak van het Openbaar Ministerie inzake de fraude met hypotheken: Houwers diende een boete van € 4000 te betalen wegens valsheid in geschrifte en oplichting.
Fractievoorzitter Halbe Zijlstra liet daarop weten dat er voor fraudeurs geen plek was in de fractie. Ook de Nederlandse Vereniging van Makelaars bleek te bekijken of Houwers nog lid kon blijven.
Op 19 maart 2015 maakte Houwers bekend toch terug te keren in de Tweede Kamer, maar dan niet als lid van de VVD-fractie, maar als eenmansfractie (lid-Houwers). Hierop royeerde de VVD Houwers als lid van de VVD. Fractievoorzitter Halbe Zijlstra beschuldigde Houwers van zetelroof. De coalitie van VVD en PvdA kon door het besluit van Houwers in de Tweede Kamer nog maar rekenen op een krappe meerderheid van één zetel. Op 25 maart 2015 werd Houwers geïnstalleerd.
Houwers verklaarde op 18 november 2016 zich terug te trekken uit de politiek en zich niet verkiesbaar te stellen voor de Tweede Kamer.

## Privé
Houwers is de zoon van een eigenaar van een fietsenwinkel en tankstation. Hij is makelaar (en studeerde onder andere planologie).
- Parlement.com: vifbi4vltgyt